# Alegerile parlamentare din Iugoslavia, 1945

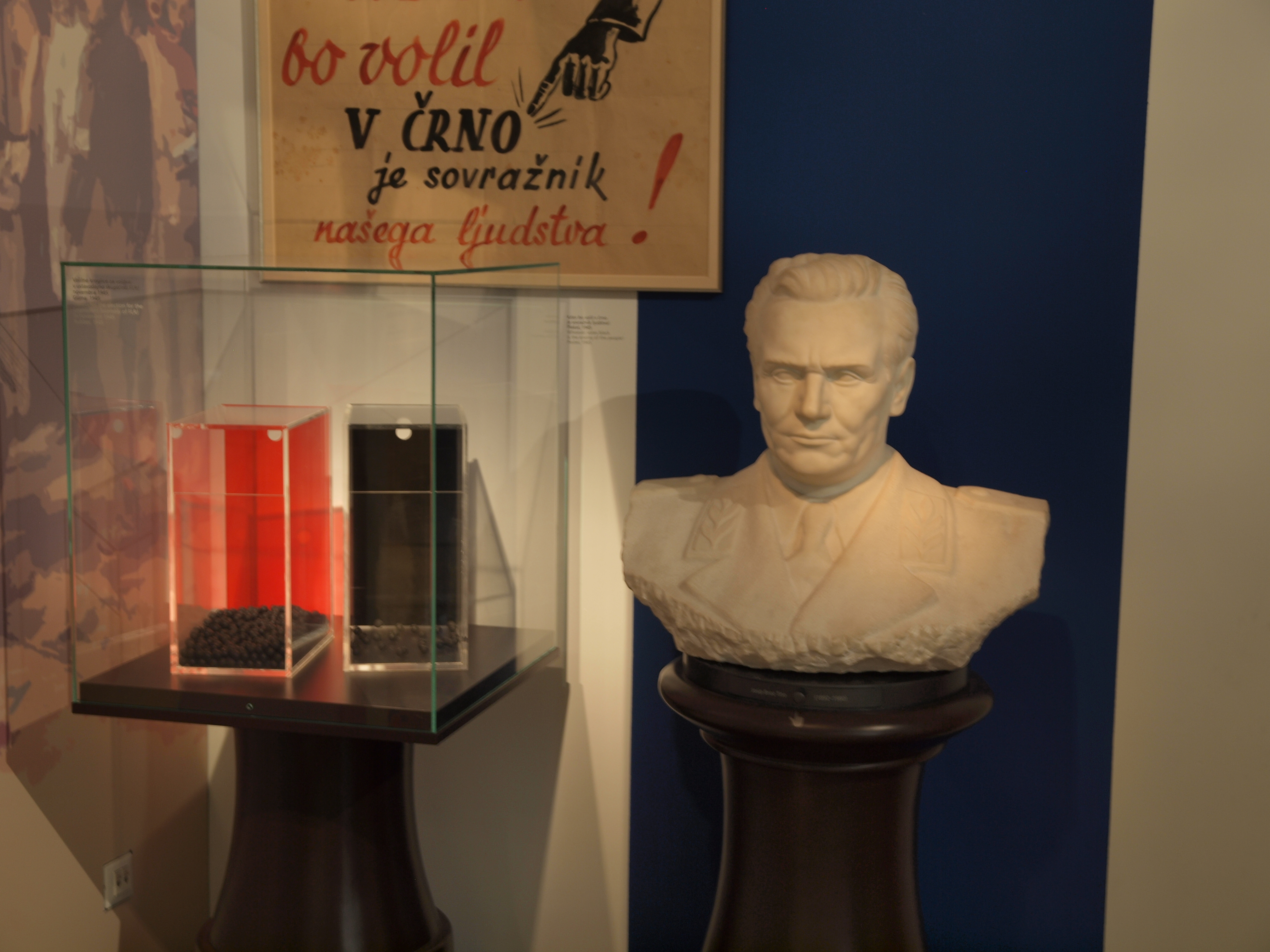
O expoziție la un muzeu cu urnele de vot folosite în alegerile din Ljubljana, Slovenia, alături de un bust sculptat al lui Iosip Broz Tito. Textul de deasupra lor scrie: „Cel care votează cu negru este un dușman al poporului nostru!”

Primele alegeri parlamentare după al Doilea Război Mondial din Iugoslavia s-au desfășurat pe 11 noiembrie 1945. Datorită boicotării opoziției, Frontul Popular aflat la guvernare și dominat de Partidul Comunist din Iugoslavia a fost singura organizație să participe în alegeri. Alegerile au fost câștigate de Front, obținând 90,48% cu prezență la vot de 88,43%.

## Sistemul electoral
Alegerile s-au desfășurat în conformitate cu noua lege electorală care a acordat dreptul egal la vot pentru bărbații și femeile care aveau peste 18 ani și foștilor partizani care nu aveau vârsta eligibilă; cu toate astea, un sfert de milion din populația țării nu li s-a acord acest drept fiind considerați sau suspectați a fi colaboratori. Exercitarea votului s-a desfășurat cu mingi de cauciuc, pe care alegătorii le-au depus într-o urnă marcată cu eticheta partidului pentru care intenționau să-l voteze. Alegătorii erau nevoiți să-și pună mâinile în ambele urne pentru a păstra secretul cu ce partid au votat.

## Rezultate
| Partid          | Număr votanți | Procent | Locuri |
| --------------- | ------------- | ------- | ------ |
| Frontul Popular | 6.725.045     | 90,48%  | 354    |
| Opoziție        | 707.422       | 9,52%   | 0      |
| Total           | 7.432.467     | 100%    | 354    |
| Prezența la vot | 7.413.214     | 88,43%  |        |

## Urmări
La optsprezece zile de la alegeri, în data de 29 noiembrie 1945, noul legislativ ales a înlăturat monarhia și a fost înființată Republica Populară Federativă Iugoslavia. Acesta a marcat începutul guvernării regimului comunist în țară pentru următorii 46 de ani iar alegătorii au putut vota numai candidații desemnați din partea Frontului Popular (ulterior s-a numit Alianța Socialistă a Muncitorilor din Iugoslavia).